# MDP1
MDP1 (англ. Magnesium dependent phosphatase 1) – білок, який кодується однойменним геном, розташованим у людей на 14-й хромосомі. Довжина поліпептидного ланцюга білка становить 176 амінокислот, а молекулярна маса — 20 109.
| 10         |  | 20         |  | 30         |  | 40         |  | 50         |
| ---------- |  | ---------- |  | ---------- |  | ---------- |  | ---------- |
| MARLPKLAVF |  | DLDYTLWPFW |  | VDTHVDPPFH |  | KSSDGTVRDR |  | RGQDVRLYPE |
| VPEVLKRLQS |  | LGVPGAAASR |  | TSEIEGANQL |  | LELFDLFRYF |  | VHREIYPGSK |
| ITHFERLQQK |  | TGIPFSQMIF |  | FDDERRNIVD |  | VSKLGVTCIH |  | IQNGMNLQTL |
| SQGLETFAKA |  | QTGPLRSSLE |  | ESPFEA     |  |            |  |            |

A: Аланін

C: Цистеїн

D: Аспарагінова кислота

E: Глутамінова кислота

F: Фенілаланін

G: Гліцин

H: Гістидин

I: Ізолейцин

K: Лізин

L: Лейцин

M: Метіонін

N: Аспарагін

P: Пролін

Q: Глутамін

R: Аргінін

S: Серин

T: Треонін

V: Валін

W: Триптофан

Кодований геном білок за функціями належить до гідролаз, протеїн-фосфатаз. 
Задіяний у такому біологічному процесі, як альтернативний сплайсинг. 
Білок має сайт для зв'язування з іонами металів, іоном магнію. 